# ستيفن بيتي (لاعب كرة قدم)
ستيفن بيتي (بالإنجليزية: Stephen Beatty)‏ (مواليد 1 سبتمبر 1969) هو لاعب كرة قدم بريطاني، شارك مع منتخب أيرلندا الشمالية تحت 21 سنة لكرة القدم، أما مع النوادي، فقد لعب مع آرهوس جمناستيك فورينينغ وتشيلسي ونادي كوليرين ونادي لينفيلد.

## وصلات خارجية
- ستيفن بيتي على موقع قاعدة بيانات كرة القدم.إي يو (الإنجليزية)